# Williamstimpsonia
Williamstimpsonia is een geslacht van kreeftachtigen uit de klasse van de Malacostraca (hogere kreeftachtigen).

## Soorten
- Williamstimpsonia denticulatus (White, 1848)
- Williamstimpsonia stimpsoni (A. Milne-Edwards, 1879)